# Toppeladugård slot
Toppeladugård er et slot i Genarps socken i Lunds kommun, Skåne.
Hovedbygningen, en murstensbygning i to etagers med tårn og to fløje, blev bygget 1918-20 i renæssancestil tegnet af Lehming Lars Johan (1871-1940). I tilslutning til hovedbygningen er resterne af en barokhave. Flere af slotets bygninger blev bygget i 1700-tallet og ved en sø nær slottet ligger et bindingsværkshus fra 1600-tallet.

## Historie
Som navnet antyder var Toppeladugård oprindeligt ladegård under Häckeberga slot. 1720 skildes Toppeladugård imidlertid ud fra Häckeberga. Godset var på det tidspunkt ejet af Christina Piper, og det var sandsynligvis hende, der byggede gårdens første hovedbygning. Hun grundlagde også den park, der stadig omgiver slottet. 1791 købtes godset af Grev Tage Thott, som overdrog det til sin datter Fredrika Magdalena. Hendes søn, baron Adolf Bennett solgte ejendommen til Major Baron Carl Gustaf Wrangel von Brehmer på Häckeberga. Således var Toppeladugård for en tid genforenet med godset. Ladugården blev blev snart solgt fra igen, og i 1918 blev Toppeladugård erhvervet af kaptajn Kuylenstierna. Under hans ledelse byggede den nuværende hovedbygning, fordi den gamle led af husbuk.
Nils Aschan, den tidligere hovedkasser i Malmø, købte Toppeladugård i 1928, fordi han ikke var tilfreds med alkoholration, han blev tildelt i Malmø. I Genarps kommun modtog han større rationer. Toppeladugård blev købt i 1935 af advokat Rolf Nordenstedt. Han testamenterede slottet og parken til Kulturen i Lund, mens godset blev købt af Nordenstedts svigersøn Bo Wersäll. Kulturen kunne ikke finde en egnet anvendelse til slottet, og efter godkendelse af bestyrelsen blev det solgt til familien Wersäll. Gennem generationsskifte overførtes gården til Bo Wersälls søn, Claes Wersäll.